# Wild One
Wild One è un brano musicale della cantante tedesca Jamie-Lee, estratto il 13 maggio 2016 come secondo singolo ufficiale dal suo album d'esordio Berlin, rilasciato in tutto il mondo il 29 aprile 2016.
Sesta traccia del lavoro discografico, Wild One non ha ottenuto il successo sperato basandosi sulle vendite, fallendo alle classifiche nazionali ma venendo più volte riprodotta dalle stazioni radiofoniche.

## Tracce
Download digitale
1. Wild One – 3:28 (Jamie-Lee Kriewitz, Thomas Burchia, Sékou Neblett, Anna Leyne)